# Vedat Tutuk
Vedat Tutuk (ur. 5 października 1963 w Sivasie) – turecki bokser amatorski, uczestnik igrzysk olimpijskich w Seulu (1988).
W 1987 zdobył brązowy medal na Igrzyskach Śródziemnomorskich w Latakii. W ćwierćfinale wyeliminował Włocha Andreę Mannai, ulegając w półfinale Syryjczykowi Hamedowi Halbouniemu.
W 1988 reprezentował Turcję na igrzyskach olimpijskich w Seulu. Tutuk rozpoczął udział w turnieju od zwycięstwa nad reprezentantem Ugandy – Edwardem Obewą, pokonując go na punkty (5:2). W kolejnym pojedynku na igrzyskach zmierzył się z reprezentantem NRD René Breitbarthem. Reprezentant Turcji przegrał ten pojedynek wysoko na punkty (0:5), odpadając z dalszej rywalizacji.
W 1989 doszedł do ćwierćfinału mistrzostw świata w Moskwie, a w 1990 do ćwierćfinału pucharu świata w Dublinie.

## Rezultaty w innych turniejach
| Turniej               | Miejsce |
| --------------------- | ------- |
| Puchar Kopenhagi 1985 | 2.      |
| Trofeo Italia 1985    | 3.      |
| Stockholm Open 1989   | 2.      |
| Ahmet Comert 1989     | 2.      |